# St. Valentine's Day
"St. Valentine's Day" é o 11.° episódio da terceira temporada da série de televisão de comédia de situação norte-americana 30 Rock, e o 47.° da série em geral. O seu argumento foi co-escrito pelo co-produtor executivo Jack Burditt e pela produtora executiva e showrunner Tina Fey, enquanto a realização ficou sob responsabilidade do produtor Don Scardino. A sua transmissão nos Estados Unidos ocorreu na noite de 12 de Fevereiro de 2009 através da rede de televisão National Broadcasting Company (NBC). Dentre as estrelas convidadas para o episódio, estão inclusas Jon Hamm, Maria Thayer, Laila Robins, Salma Hayek, Allie Trimm, Marylouise Burke e Zak Orth. Jeff Richmond, sonoplasta e produtor executivo em 30 Rock, além de esposo da criadora Tina Fey, também fez uma breve aparição no episódio.
No episódio, a argumentista Liz Lemon (interpretada por Tina Fey) insiste que ela e o Dr. Drew Baird (Hamm) tenham seu primeiro encontro oficial no Dia de São Valentim, dando assim continuidade a uma trama iniciada no episódio anterior. Enquanto isso, Jack Donaghy (Alec Baldwin) se prepara para celebrar a efeméride de uma maneira não-convencional em uma igreja com a sua nova namorada, a enfermeira Elisa Padriera (Hayek). Ao mesmo tempo, Tracy (Tracy Morgan) tenta ajudar o estagiário Kenneth Parcell (Jack McBrayer) a conquistar o afecto de uma nova funcionária, Jennifer Rogers (Thayer).
Em geral, "St. Valentine's Day" foi recebido com aclamação crítica pelos analistas especialistas em televisão do horário nobre, que vangloriaram bastante a maneira pela qual o seriado abordou o Dia de São Valentim. Houve uma melhor recepção à personagem de Hayek, e o desempenho de Hamm foi igualmente enaltecido, porém, houve críticos que questionaram o enquadramento da sua personagem na temporada.
De acordo com as estatísticas publicadas pelo serviço de mediação de audiências da Nielsen Media Research, o episódio foi assistido em uma média de 7,70 milhões de domicílios norte-americanos durante sua transmissão original, a maior quantidade de público atraído pela série desde "Believe in the Stars" em Novembro de 2008, e recebeu a classificação de 3,8 e nove de share no perfil demográfico dos telespectadores na faixa dos dezoito aos 49 anos.

## Produção
"St. Valentine's Day" é o 11.° episódio da terceira temporada de 30 Rock. O seu argumento foi co-escrito por Jack Burditt e Tina Fey. Para o primeiro, também co-produtor xecutivo da temporada, foi a sua nona vez a redigir o guião de um episódio, enquanto para Fey — criadora, produtora executiva, argumentista-chefe e actriz principal em 30 Rock — este foi a sua 15.ª vez. A realização do episódio ficou sob a responsabilidade do produtor Don Scardino, que recebeu assim o seu 18.° crédito pela realização de um episódio para a série.

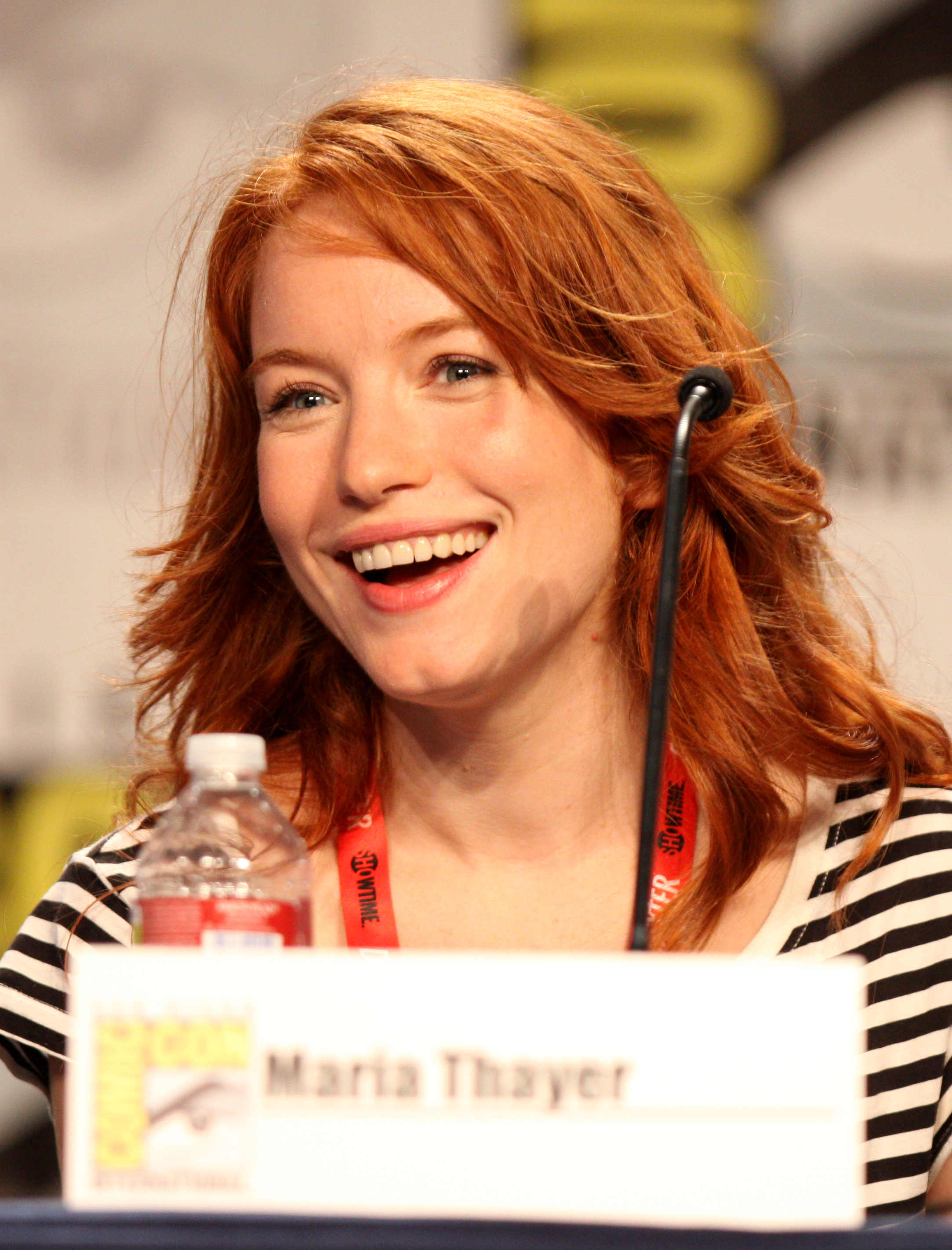
Maria Thayer fez uma participação especial em "St. Valentine's Day."

O papel do Dr. Drew Baird foi introduzido pela primeira vez no episódio anterior, "Generalissimo." Em entrevista ao tablóide digital Entertainment Weekly, Fey relatou que desenhou a personagem com o actor Jon Hamm em mente, mas não acreditou que realmente conseguiria trazê-lo à série e duvidou do talento cómico dele. Hamm havia originalmente feito uma audição para o papel de Jack Donaghy em 30 Rock, mas este foi oferecido a Alec Baldwin, uma escolha pessoal de Fey. Hamm foi convidado a apresentar o episódio do programa de televisão humorístico Saturday Night Live (SNL) na noite de 25 de Outubro de 2008. Foi naquela oportunidade que Lorne Michaels, produtor executivo tanto do SNL como de 30 Rock, abordou o actor sobre uma participação no programa de Fey. Naquele momento, Hamm em hiato de filmagens para Mad Men (2007), série de televisão transmitida pela AMC na qual ele estrelava, então concordou imediatamente. A notícia da sua participação em três episódios da terceira temporada de 30 Rock foi anunciada pela imprensa em Dezembro de 2008. Ele voltou a desempenhar o Dr. Baird em "St. Valentine's Day" e retornaria desempenhá-lo em "The Bubble" pela última vez na temporada. Não obstante, embora os seus nomes tenham sido listados durante a sequência de créditos finais, os actores Scott Adsit, Katrina Bowden, Keith Powell, e Maulik Pancholy — respectivos intérpretes das personagens Pete Hornberger, Cerie Xerox, James "Toofer" Spurlock, e Jonathan — não participaram de "St. Valentine's Day."
Salma Hayek foi anunciada como uma entrela convidada na terceira temporada de 30 Rock em meados de Outubro de 2008. "Sou fã do talento de Tina [Fey], tanto como actriz quanto como guionista, desde que trabalhei com ela anos atrás no SNL. Estou muito animada por fazer parte de um seriado tão inteligente e engraçado, além de trabalhar com o brilhante Alec Baldwin e o resto do elenco de 30 Rock," expressou Hayek acerca da sua adição ao elenco. "St. Valentine's Day" marcou a quarta de seis aparições da actriz na série como Elisa Padriera, enfermeira da mãe de Jack Donaghy e interesse amoroso de Jack. A sua estadia viria a se estender até "The Ones." A atriz Maria Thayer também participou de "St. Valentine's Day" interpretando Jennifer Rogers, uma mulher cega que trabalha na NBC por quem Kenneth (Jack McBrayer) demonstra interesse. Ela e McBrayer já haviam trabalhado juntos no filme de comédia Forgetting Sarah Marshall (2008), no qual interpretaram um casal mórmon recém-casado em lua de mel que esperou para fazer sexo até ao casamento e, consequentemente, passa por muitas dificuldades relacionadas com a intimidade. Em uma das cenas de "St. Valentine's Day," Elisa repreende Jack (Alec Baldwin) por fazer insinuações românticas a ela "tão perto da estátua de Santa Lucia, a padroeira das estátuas de julgamento." Na verdade, Santa Lúcia é a padroeira dos cegos, tendo ficado cega como parte de seu martírio, e as representações artísticas dela muitas vezes apresentam-na segurando os seus próprios olhos. Esta afirmação vai de encontro à subtrama de Kenneth e Jennifer.
Duas cenas filmadas para "St. Valentine's Day" foram cortadas da transmissão para a televisão e, ao invés disso, inclusas como parte do bónus do DVD da terceira temporada da série. Na primeira cena, Kenneth diz a Tracy que não tem coragem de ir ao encontro com Jennifer, pois não a quer enganar, como o plano é de Tracy falar por Kenneth durante o encontro. Tracy, no entanto, diz a Kenneth que nenhum engano ocorrerá e que ele será honesto durante o encontro. Kenneth ainda não está convencido com a ideia, mas Tracy consegue fazê-lo mudar de opinião. Na segunda cena, Jack e Elisa estão na igreja. Jack, intrigado com o que aconteceu na missa, está pronto para ir-se embora, porém, Elisa diz a ele que o sermão está quase no fim, mas que o culto está prestes a começar.

## Enredo
Liz Lemon (Tina Fey) convida o Dr. Drew Baird (Jon Hamm), seu novo vizinho, para o primeiro encontro deles, acidentalmente agendando para o Dia dos Namorados. Por sugestão do seu chefe Jack Donaghy (Alec Baldwin), a argumentista decide marcar o encontro no seu apartamento, onde muitas coisas dão errado, incluindo Liz acidentalmene expondo o seu peito e Drew vendo-a sentada na pia da casa-de-banho. O encontro piora quando a ex-mulher de Drew deixa a filha (Allie Trimm) no apartamento de Liz. Mais tarde, o médico recebe a notícia de que a sua mãe (Marylouise Burke) está gravemente doente. Os dois visitam-na no hospital e, depois de Drew sair do quarto do hospital, Liz fica sozinha com a mulher, que revela na verdade não ser a mãe de Drew, explicando que a irmã de Drew, Gloria Baird (Laila Robins), é realmente a sua mãe biológica. Após o falecimento da sua avó, Liz e Drew ainda decidem seguir em frente com o seu relacionamento, e Liz conta a Drew tudo o que a avó anunciou.
Enquanto isso, os planos de Jack de um jantar romântico com a sua nova namorada Elisa Padriera (Salma Hayek) são adiados quando eles precisam ir à igreja. Mesmo assim, Jack liga para o seu assistente Jonathan (Maulik Pancholy) pedindo-lhe para manter as suas reservas para o jantar. Antes que eles possam sair da igreja, Elisa diz a Jack que eles precisam se confessar. Depois de horrorizar o padre (Zak Orth) com as suas admissões, Elisa fica furiosa com o executivo e termina com ele. Mais tarde, no entanto, lamenta a briga com Jack e, depois de encontrar um cupom para o McFlurry no cesto de ofertório, ela acredita ser um sinal de Deus porque tanto ela quanto Jack amam aquela sobremesa do McDonald's. Os dois, então, reconciliam o seu relacionamento e celebram o Dia dos Namorados juntos em um McDonald's.
Ao mesmo tempo, Kenneth Parcell (Jack McBrayer) apaixona-se por uma nova funcionária da NBC, uma mulher cega chamada Jennifer Rogers (Maria Thayer). Kenneth não consegue convidar Jennifer para sair, então, Tracy (Tracy Morgan) decide ajudá-lo. No seu encontro, nos estúdios do TGS with Tracy Jordan, Kenneth e Jennifer são acompanhados por Tracy – que faz toda a conversa. Jennifer acredita que Kenneth é negro, mas ele revela que é branco e expressa o seu sentimento por ela, admitindo que Tracy é que estava a falar por si. Jennifer diz a ele que não se importa com o que aconteceu. No entanto, depois de sentir o seu rosto e compará-lo com o dela, evade-se horrorizada com a aparência dele.

## Referências culturais

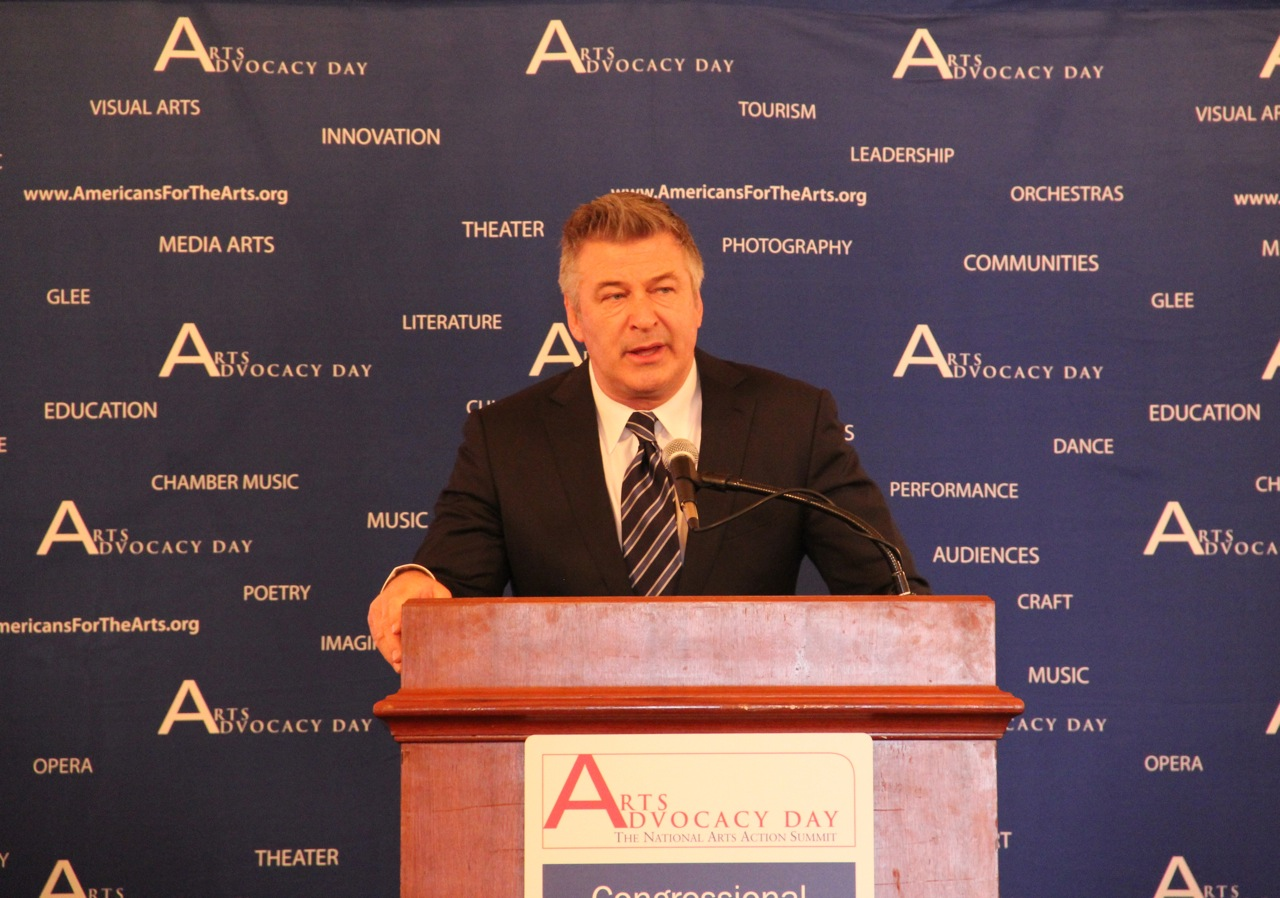
A personagem de Alec Baldwin fez uma referência a um filme anterior no qual ele estrelou.

### Análises da crítica

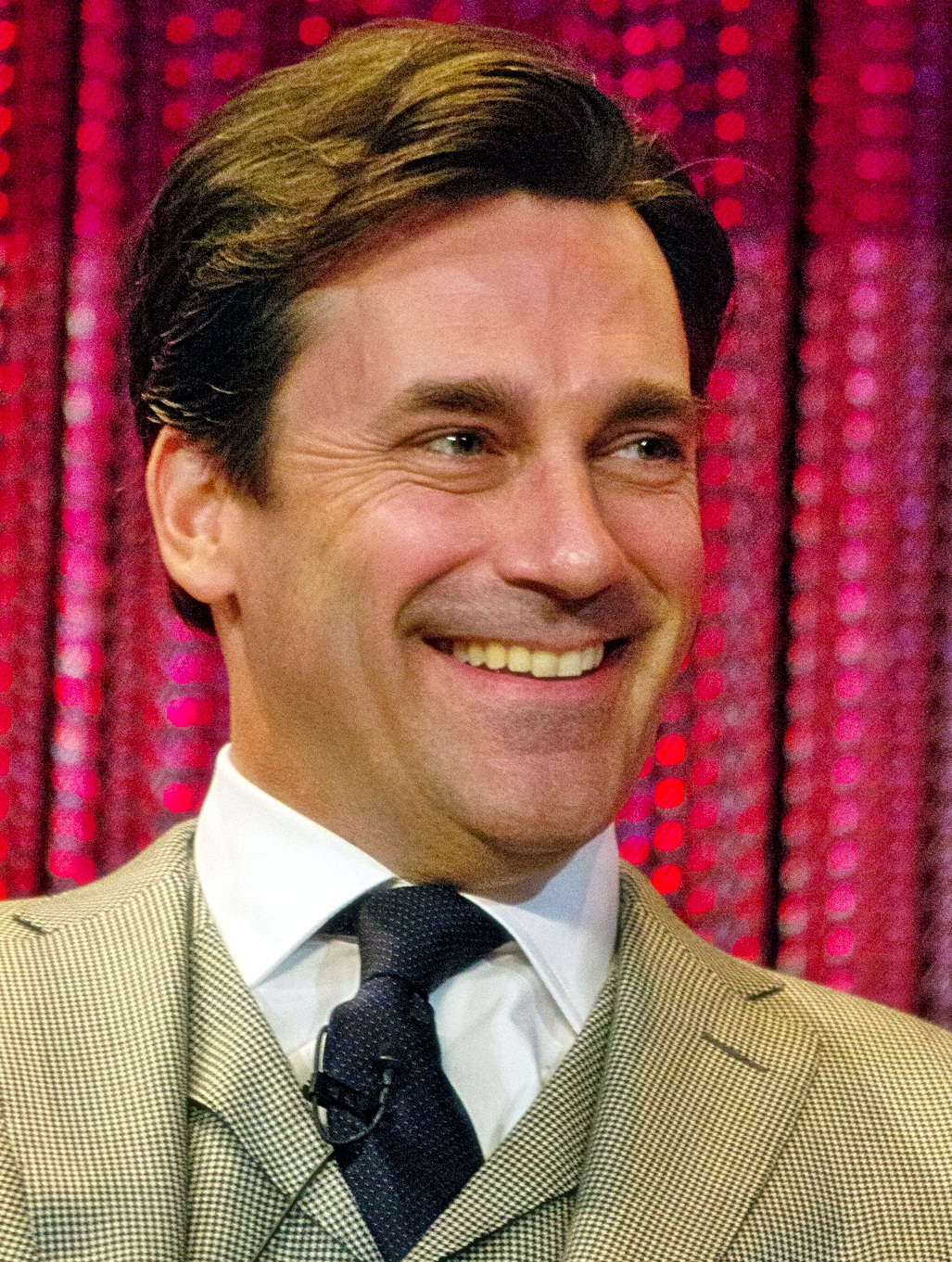
Embora Jon Hamm tenha sido enaltecido pela sua participação, o seriado foi criticado pela maneira como explorou o talento do actor.